# Stian Vatne
Stian Vatne, norveški rokometaš, * 10. maj 1974.
Leta 2010 je na evropskem rokometnem prvenstvu s norveško reprezentanco osvojil 7. mesto.